# 1261 dans les croisades
- Mamelouks :     Az-Zâhir Rukn ad-Dîn Baybars al-Bunduqdari

Cette page regroupe les évènements concernant les Croisades qui sont survenus en 1261 :
- 25 juillet : Michel VIII Paléologue reprend Constantinople aux Latins[1].
- 15 août : Michel VIII Paléologue est couronné empereur à Byzance[2].